# Copa Juan Pinto Durán 1971
La Copa Juan Pinto Durán de 1971 fue la tercera edición de este torneo. Esta versión del torneo se disputó en las ciudades de Montevideo, Uruguay y de Santiago, Chile, en partidos de ida y vuelta los días 27 de octubre y 10 de noviembre.
En esta ocasión la selección de Chile se adjudicó por primera vez el torneo, después del campeonato obtenido por la selección de Uruguay en 1963.

## Partidos
| 27 de octubre de 1971 | Uruguay                                                               | 3:0 (2:0) | Chile | Estadio Centenario, Montevideo |                                |
|                       | Roberto Repetto 17' · Fernando Morena 42' · Ángel Ferreira 47' (pen.) | Reporte   |       | Árbitro(s): Armando Peña Rocha | Árbitro(s): Armando Peña Rocha |

| 3 de noviembre de 1971 | Chile | 5:0 (3:0) | Uruguay | Estadio Nacional, Santiago de Chile                               |                                                                   |
|                        | Fernando Osorio 22' · Carlos Pacheco Cajas 27' · Pedro Araya 37' · Julio Crisosto 71' · Nelson Vásquez 86' | Reporte   |         | Asistencia: 27.564 espectadores Árbitro(s): Juan Silvagno Cavanna | Asistencia: 27.564 espectadores Árbitro(s): Juan Silvagno Cavanna |

## Tabla
| Selección | Pts. | PJ | PG | PE | PP | GF | GC | Dif. |
| --------- | ---- | -- | -- | -- | -- | -- | -- | ---- |
| Chile     | 2    | 2  | 1  | 0  | 1  | 5  | 3  | +2   |
| Uruguay   | 2    | 2  | 1  | 0  | 1  | 3  | 5  | -2   |

| Bandera de Chile         |
| Campeón Chile 1er título |